# Jeunesse sportive d'El Menzah
Maillots
La  Jeunesse sportive d'El Menzah ou Jeunesse sportive Menazah (arabe : الشبيبة الرياضية بالمنازه), plus couramment abrégé en JS Menazah ou JSM, est un club de basket-ball tunisien basé à El Menzah dans la banlieue de Tunis.

## Histoire

Ancien logo (1997-2017).

En 2014, la Jeunesse sportive d'El Menzah perd la finale de la coupe de la Fédération contre l'Étoile sportive goulettoise. 
En octobre 2017, la Jeunesse sportive d'El Menzah participe pour la première fois de son histoire à un tournoi international, la coupe arabe des clubs champions, à Salé (Maroc). Elle prend la deuxième place de son groupe après avoir remporté deux matchs contre Al-Muharraq Club (66-55) et FUS de Rabat (88-78) et perdu un match contre le Gezira SC (68-86). En quarts de finale, la JSM est éliminée face au Groupement sportif des pétroliers (87-96).

## Palmarès
| National |
| --- |
| - Coupe de la Fédération (0) : - Finaliste : 2014 - Coupe de Tunisie féminine (2) : - Vainqueur : 2023, 2024 - Super Coupe de Tunisie féminine (0) : - Finaliste : 2024 |

## Anciens joueurs
- Ahed Ajmi
- Haythem Albouchi
- Mohamed Ali Ben Abdallah
- Mehdi Ben Ghenia
- Bechir Ben Yahia
- Lassaad Chouaya
- Sameh Kraiem
- Skander Lahmaier
- Tarek Lahmaier
- Efe Odigie
- Skander Sannene